# قانون اینگلفینگر
قانون اینگلفینگر (به انگلیسی:  Ingelfinger rule) یک قانون در نشریات علمی است که به نام فرانتس جی. اینگلفینگر سردبیر وقت مجله پزشکی نیوانگلند (NEJM) نامگذاری شده است. این قانون ابتدا در سال ۱۹۶۹ تصریح می‌کرد که NEJM یافته‌هایی را که قبلا در رسانه‌ها یا نشریات دیگر انتشار یافته باشد، منتشر نمی‌کند. این قانون سپس توسط چندین نشریه علمی دیگر پذیرفته شد و از آن زمان تاکنون انتشارات علمی را تحت تاثیر قرار داده است. از نظر تاریخی این قانون به اطمینان از تازه (Fresh) بودن محتوای نشریات علمی کمک کرده است لذا نشریات علمی محتوایی را که قبلاً در جاهای دیگر گزارش شده است تکرار نمی کنند. قانون اینگلفینگر از سیستم تحریم علمی (Scientific embargo system) محافظت می‌کند.
همچنین هدف دیگر قانون اینگلفینگر جلوگیری از انتشار محتوای تکراری توسط نویسندگان است که باعث افزایش بی‌رویه سابقه علمی آنها می‌شود. از سوی دیگر گفته می‌شود دلیل واقعی قانون اینگلفینگر حفاظت از جریان درآمد مجلات است. با افزایش محبوبیت سرورهای پیش چاپ مانند arXiv ، bioRxiv و HAL بسیاری از مجلات الزامات خود را در مورد قانون اینگلفینگر کاهش داده اند.  در دفاع از این سیاست، نشریه نیوانگلند در سرمقاله‌ای گفت که این قانون دانشمندان را از صحبت با رسانه‌ها قبل از اینکه نتایج مطالعات شان داوری تخصصی (Peer review) شود منصرف می کند.
نمونه مشابه این خط مشی در سال ۱۹۶۰ توسط ساموئل گودسمیت سردبیر نشریه Physical Review Letters بیان شده بود، اما شهرت چندانی نیافت.